# Pena (Vila Real)
Pour les articles homonymes, voir Pena.
Pena est une localité portugaise de 540 habitants située sur la commune de Vila Real.